# Fredrikshamns rådhus

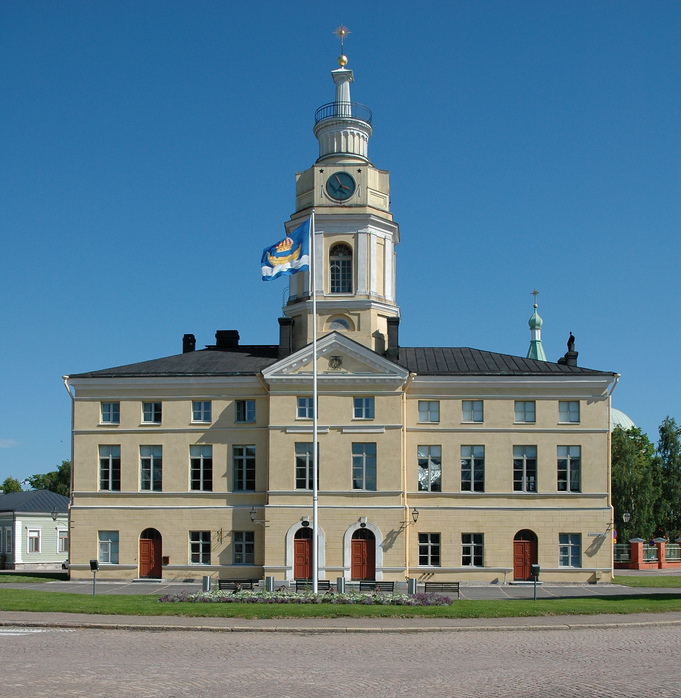
Fredrikshamns rådhus

Fredrikshamns rådhus är en kulturhistoriskt viktig nyklassicistisk byggnad i Fredrikshamn i Finland. Rådhuset byggdes mellan åren 1796 och 1798 efter ritningar av Johann Brockmann och fick sitt nuvarande utseende, inklusive klocktorn, under 1840-talet efter ritningar av Carl Ludvig Engel. Rådhuset är placerat i mitten av den cirkelformade stadsplanen.